# Стефан Ебергартер
Стефан Ебергартер  (нім. Stephan Eberharter, 24 березня 1969) — австрійський гірськолижник, олімпійський чемпіон.

## Виступи на Олімпіадах
| Олімпіада           | Дисципліна              | Місце  |
| ------------------- | ----------------------- | ------ |
| Альбервіль 1992     | гірськолижна комбінація | участь |
| Нагано 1998         | супергігантський слалом | участь |
| Нагано 1998         | гігантський слалом      | 2      |
| Солт-Лейк-Сіті 2002 | швидкісний спуск        | 3      |
| Солт-Лейк-Сіті 2002 | супергігантський слалом | 2      |
| Солт-Лейк-Сіті 2002 | гігантський слалом      | 1      |